# Robert Dąbrowski
Robert Dąbrowski (ur. 24 września 1973) – polski futsalista, zawodnik z pola, reprezentant Polski, uczestnik Euro 2001. Podczas swojej kariery reprezentował polskie kluby - PA Nova Gliwice, Baustal Kraków, Kupczyk Kraków i Wisła Krakbet Kraków oraz włoski ACP Cagliari i hiszpański AC Manacor. W ekstraklasie strzelił w sumie 254 bramki.

## Sukcesy

### PA Nova Gliwice
- Mistrzostwo Polski: 1998/1999[3]
- Puchar Polski: 1997/1998, 1999/2000

### Baustal Kraków
- Mistrzostwo Polski: 2003/2004[4], 2004/2005[5]
- Puchar Polski: 2002/2003, 2004/2005

### Kupczyk Kraków
- Puchar Polski: 2007/2008

### Indywidualne
- Król strzelców ekstraklasy: 2002/2003, 2004/2005